# Natchez (Louisiane)
Pour les articles homonymes, voir Natchez (homonymie).
Natchez est un village de la paroisse des Natchitoches en Louisiane.
Au recensement de la population de l'an 2010, le nombre d'habitants s'élevait à 597 personnes. L'altitude est de 32 mètres.
Au début du XIXe siècle, la femme d'affaires et affranchie Marie Thérèse Metoyer fonda avec ses enfants l'église Sainte-Augustine de Natchez sur l'Isle Brevelle.